# Teddy Pendergrass
Theodore DeReese Pendergrass, Sr. dit Teddy P', TP, ou Teddy Bear, né le 26 mars 1950 à Philadelphie et mort le 13 janvier 2010, est un chanteur soul américain.

## Biographie
Né d'Ida Geraldine Epps et de Jesse Pendergrass qui est parti quand Teddy était jeune. Il étudie dans une école pour garçons à Thomas Edison High School. Son goût pour le monde du spectacle prend forme en Nouvelle-Écosse auprès de James Brown, mais après quelques représentations, Pendergrass quitte cette formation pour des raisons inconnues.
Selon l'auteur Robert Ewell Greene, quand Pendergrass était jeune il était respecté par les musiciens car il était bon batteur avec une belle voix. L'église semble avoir été le révélateur de ce talent, Teddy y était chanteur de gospel.
Ses véritables débuts dans la musique commencent en tant que batteur pour le groupe The Cadillacs, qui fusionne en 1970 avec Harold Melvin and the Blue Notes. Alors Harold Melvin propose à Pendergrass d'être le chanteur principal du groupe. Quelques mois plus tard, le groupe signe avec les producteurs Gamble & Huff sur le label Philadelphia International Records en 1972. The Blue Notes sort plusieurs hits comme I Miss You, Bad Luck, Wake Up Everybody, The Two Million Seller, If You Don't Know Me By Now, Don't Leave Me This Way... mais un conflit entre Teddy et Melvin met fin à leur collaboration.
Le conflit vient du fait que le public ne reconnaissait plus Harold Melvin comme le leader du groupe mais plutôt Teddy et la preuve en est qu'après son départ The Blues Notes tombe peu à peu dans l'oubli.
La carrière solo de Teddy Pendergrass commence en 1977 et lui donne une réputation de crooner à la voix de velours ; on lui donne le surnom Teddy Bear. Les thèmes de ses chansons, à l'instar de Marvin Gaye, sont l'amour et les femmes. Son tube Do Me (1979) est particulièrement révélateur.
Le 18 mars 1982 vers minuit et demi, à Philadelphie, il est victime d'un accident de voiture qui le rend tétraplégique. Les freins de sa Rolls-Royce ayant lâché, il traverse la rambarde de sécurité du milieu de la chaussée, se retrouve en sens inverse et finit par percuter deux arbres. Teddy et sa passagère, Tenika Watson, qui s'en sort avec quelques légères blessures, restèrent prisonniers du véhicule accidenté durant 45 minutes. Il surmonte son handicap grâce à de la rééducation, et se produit sur scène au cours des années 1980, plus rarement les dernières années précédant sa mort.
Il meurt en janvier 2010, des suites d'un cancer du côlon.

## Récompenses
- 5 nominations aux Grammy Awards Best Male R&B Vocal Performance :
  - Voodoo (1994)
  - How Can You Mend a Broken Heart? (1992)
  - Joy (1989)
  - I Can't Live Without Your Love (1982)
  - Close the Door (1979)

## Discographie
- 1977: Teddy Pendergrass, (Philadelphia International Records/The Right Stuff)
- 1978: Life Is a Song Worth Singing, (Philadelphia International)
- 1979: Teddy, (Philadelphia International)
- 1979: Live! Coast to Coast, (Philadelphia International)
- 1980: TP, (Philadelphia International)
- 1981: It's Time for Love, (Philadelphia International)
- 1982: This One's For You, (Philadelphia International)
- 1983: Heaven Only Knows, (Philadelphia International)
- 1984: Love Language, (Asylum)
- 1985: Greatest Hits, (Philadelphia International)
- 1985: Workin' It Back, (Asylum)
- 1988: Joy, (Elektra)
- 1991: Truly Blessed, (Elektra)
- 1993: A Little More Magic, (Elektra)
- 1997: You and I, (Surefire)
- 1998: The Best of Teddy Pendergrass, (The Right Stuff)
- 1998: This Christmas, (I'd Rather Have Love), (Surefire/Wind Up/BMG)
- 2001: Greatest Slow Jams, (The Right Stuff)
- 2002: From Teddy With Love (Live), (Razor & Tie)
- 2004: Love Songs Collection, (The Right Stuff)
- 2007: The Essential Teddy Pendergrass, (Sony)

## Reprises et samples
- Evelyn King — Dancin', Dancin', Dancin' (1971) (production)
- Stephanie Mills — Two Hearts (1981)
- Whitney Houston — Hold Me (1984)
- Tenita Jordan — You Got Me Dreamin (1985)
- K.W.S. — More I Get The More I Want (1994)
- Ahmad Lewis - Back in the Day (Remix) (1994) (sample de T.K.O.)
- Illicit feat. Gramma Funk — Cheeky Armada (sample de You Can't Hide From Yourself, 2000)
- Kanye West — Higher (sample de You're My Latest, My Greatest Inspiration)
- Keziah Jones — When Somebody Loves You (version acoustique)
- Etienne de Crécy — Eurovision (2001) (sample de T.K.O.)
- Nelly - " my place feat Jaheim"